# Construcții Sibiu
Construcții Sibiu este o companie de construcții din România.
Acționarul principal al companiei este Sinecon SRL, care deține 48,55% din capitalul social, în timp ce SIF Transilvania (SIF3) are o participație de 39,52%.
Titlurile societății se tranzacționează la categoria de bază a pieței Rasdaq, sub simbolul CONR.
Face parte din grupul de construcții din Sibiu, Sinecon, care include, pe lângă firmele Sinecon SRL și Construcții, societățile Ipcom, Electric Prdo, Sintur, Proiect-Sin și Bio-Agrosin.
Cifra de afaceri în 2006: 25 milioane de lei (7,5 milioane de euro)